# Carnaíba
Carnaíba est une municipalité brésilienne située dans l'État du Pernambouc.